# Лоренцо Тонеллі
Лоренцо Тонеллі (італ. Lorenzo Tonelli, нар. 17 січня 1990, Флоренція) — італійський футболіст, захисник клубу «Емполі».

## Клубна кар'єра
Народився 17 січня 1990 року в місті Флоренція. Вихованець футбольної школи клубу «Емполі». 
Починав залучатися до тренувань і матчів першої команди вже в сезоні 2006/07, але дебютував за неї тільки в 2010 році, коли «Емполі» виступало у Серії В. З сезону 2012/13 Лоренцо став твердим гравцем основи рідного клубу і у сезоні 2013/14 він вніс вагомий внесок повернення тосканців у Серію А. 31 серпня 2014 року відбувся його дебют у Серії А у матчі проти «Удінезе». Всього в рідній команді провів шість сезонів, взявши участь у 159 матчах чемпіонату.
23 травня 2016 року Лоренцо за 10 млн. євро перейшов у «Наполі», підписавши чотирирічний контракт, де знову став виступати під орудою Мауріціо Саррі, з яким тривалий час працював у «Емполі». Протягом наступних двох років з'являвся на полі у складі неаполітанської команди лише епізодично.
Сезон 2018/19 провів в оренді у «Сампдорії», де гравцем основного складу не став, проте отримував суттєво більше ігрового часу. Влітку 2019 року повернувся до «Наполі».
Не провівши протягом другої половини 2019 року за неаполітанську команду жодної гри, в січні 2020 року повернувся до «Сампдорії» на умовах оренди з обов'язковим подальшим викупом за 2,5 мільйони євро.

## Виступи за збірні
2006 року провів три зустрічі у складі юнацької збірної Італії до 16 років.
2010 року зіграв один матч за молодіжну збірну Італії. 
Лоренцо потрапив в розширену заявку національної збірної Італії на Євро-2016

## Статистика виступів

### Статистика клубних виступів
Станом на 18 жовтня 2020 року
| Сезон                 | Команда               | Чемпіонат             | Чемпіонат | Чемпіонат | Національний кубок | Національний кубок | Національний кубок | Континентальні кубки | Континентальні кубки | Континентальні кубки | Інші змагання | Інші змагання | Інші змагання | Усього | Усього |
| Сезон                 | Команда               | Ліга                  | Ігор      | Голів     | Ліга               | Ігор               | Голів              | Ліга                 | Ігор                 | Голів                | Ліга          | Ігор          | Голів         | Ігор   | Голів  |
| --------------------- | --------------------- | --------------------- | --------- | --------- | ------------------ | ------------------ | ------------------ | -------------------- | -------------------- | -------------------- | ------------- | ------------- | ------------- | ------ | ------ |
| 2010–11               | «Емполі»              | B                     | 16        | 0         | КІ                 | 1                  | 0                  | -                    | -                    | -                    | -             | -             | -             | 17     | 0      |
| 2011–12               | «Емполі»              | B                     | 16        | 0         | КІ                 | 3                  | 1                  | -                    | -                    | -                    | -             | -             | -             | 19     | 1      |
| 2012–13               | «Емполі»              | B                     | 36+4      | 4         | КІ                 | 1                  | 0                  | -                    | -                    | -                    | -             | -             | -             | 41     | 4      |
| 2013–14               | «Емполі»              | B                     | 37        | 3         | КІ                 | 2                  | 0                  | -                    | -                    | -                    | -             | -             | -             | 39     | 3      |
| 2014–15               | «Емполі»              | A                     | 28        | 5         | КІ                 | 2                  | 0                  | -                    | -                    | -                    | -             | -             | -             | 30     | 5      |
| 2015–16               | «Емполі»              | A                     | 26        | 2         | КІ                 | 1                  | 0                  | -                    | -                    | -                    | -             | -             | -             | 27     | 2      |
| Усього за «Емполі»    | Усього за «Емполі»    | Усього за «Емполі»    | 159+4     | 14        |                    | 10                 | 1                  |                      | -                    | -                    |               | -             | -             | 173    | 15     |
| 2016–17               | «Наполі»              | A                     | 3         | 2         | КІ                 | 0                  | 0                  | ЛЧ                   | 0                    | 0                    | -             | -             | -             | 3      | 2      |
| 2017–18               | «Наполі»              | A                     | 4         | 1         | КІ                 | 0                  | 0                  | ЛЧ+ЛЄ                | 0+2                  | 0                    | -             | -             | -             | 6      | 1      |
| 2018–19               | «Сампдорія»           | A                     | 19        | 1         | КІ                 | 1                  | 0                  | -                    | -                    | -                    | -             | -             | -             | 20     | 1      |
| 2019-січ. 2020        | «Наполі»              | A                     | 0         | 0         | КІ                 | 0                  | 0                  | ЛЧ                   | 0                    | 0                    | -             | -             | -             | 0      | 0      |
| Усього за Napoli      | Усього за Napoli      | Усього за Napoli      | 7         | 3         |                    | 0                  | 0                  |                      | 2                    | 0                    |               | -             | -             | 9      | 3      |
| січ.-серп. 2020       | «Сампдорія»           | A                     | 9         | 0         | КІ                 | 0                  | 0                  | -                    | -                    | -                    | -             | -             | -             | 9      | 0      |
| 2020–21               | «Сампдорія»           | A                     | 4         | 0         | КІ                 | 0                  | 0                  | -                    | -                    | -                    | -             | -             | -             | 4      | 0      |
| Усього за «Сампдорію» | Усього за «Сампдорію» | Усього за «Сампдорію» | 32        | 1         |                    | 1                  | 0                  |                      | -                    | -                    |               | -             | -             | 33     | 1      |
| Усього за кар'єру     | Усього за кар'єру     | Усього за кар'єру     | 203       | 18        |                    | 11                 | 1                  |                      | 2                    | 0                    |               | -             | -             | 216    | 19     |